# Hector Rail
Hector Rail ist ein schwedisches Eisenbahnverkehrsunternehmen im Güterverkehr mit Sitz in Danderyd bei Stockholm. Haupteigentümer war ursprünglich die norwegische Reedereifamilie Høegh, die ihren Anteil im Jahr 2014 an EQT Infrastructure II verkaufte. Im Jahr 2020 wurde Hector Rail vom Ancala European Infrastructure Fund II übernommen.
Seit 2016 gehört das britische Eisenbahnunternehmen GB Railfreight zur Hector Rail Gruppe. Ein großer Teil des Betriebs findet von Hallsberg, südlich von Örebro, aus statt.
Seit 2018 besteht mit der Hector Rail GmbH unter der schwedischen Muttergesellschaft auch in Deutschland ein Unternehmen mit eigener Personalabteilung, eigenen Fahrzeugen und eigenem Betriebspersonal.
2021 erfolgte eine Kreditaufnahme von 519 Mio. SEK, um den Betrieb weiter auszubauen.

## Geschichte
Die Gesellschaft wurde 2004 gegründet. Die ersten Leistungen wurden zwischen Norwegen und Schweden gefahren. 2008 war Hectorrail das erste Unternehmen, das Züge durchgängig von Schweden bis Deutschland mit einer durchlaufenden Lokomotive bespannte.

## Fahrzeuge

### Baureihenkennzeichnung der Elektrolokomotiven
Die dreiziffrige Baureihenbezeichnung hat bei den Elektrolokomotiven folgende Definition: die erste Ziffer gibt die Anzahl der Stromsysteme an, auf denen die Lok betrieben werden kann, die zweite Ziffer ist die Anzahl der Achsen und die dritte ist eine laufende Nummer.

### HCTOR 021
In die Baureihe 021 wurde eine batteriebetriebene und mit einem Dieselgenerator versehene Rangierlokomotive mit der Betriebsnummer 021 001 und dem Namen WALL-E für Schiene und Straße eingereiht. Das Fahrzeug wurde 2015 von Zephir S.p.A. gebaut.

### HCTOR 141
Im März 2007 wurden die drei Loks der ÖBB-Reihe 1012 gekauft, die schon 2005/2006 getestet worden waren und die die Baureihenbezeichnung 141 (141.001–003) bekamen.

### HCTOR 142
2005 führte die Firma Testfahrten mit österreichischen Loks der Baureihen 1012 und 1142 durch. Zunächst wurden drei Loks der ÖBB-Reihe 1142 gekauft, eine weitere angemietet. Später kamen weitere sechs hinzu.
Insgesamt zwölf dieser Lokomotiven hat das Eisenbahnverkehrsunternehmen in seinem Bestand. Die Baureihenbezeichnung in Schweden ist HCTOR 142. Es handelt sich um die Lokomotiven 1142.661, 645, 660 (142.001–003), 1142.551, 558, 563, 588, 629, 650 (142.104–108, 110) und 1142.605, 657 und 590 (142.209, 211 und 212). 142.107 erlitt am 23. Juni 2011 einen Brandschaden.

### HCTOR 143
2014 erfolgte eine erneute Lokbeschaffung: die Gesellschaft übernahm acht Lokomotiven der Baureihe SJ Rc3 / SJ Rc3R von Statens Järnvägar, die den Bestand dieser Baureihe auflöste. Diese Lokomotiven erhielten die Baureihenbezeichnung 143. Die Lokomotiven behielten die letzten drei Ziffern ihrer ehemaligen Staatsbahn-Betriebsnummer und erhielten Namen wie alle Lokomotiven der Gesellschaft: 143.039 „Berserk“, 143.046 „Prins August“, 143.048 „Saga“, 143.054 „Halfdan Snälle“, 143.059 „Fenrisulfven“, 143.060 „Jernsida“, 143.061 „Valkyrian“ und 143.064 „Bifrost“.

### HCTOR 161

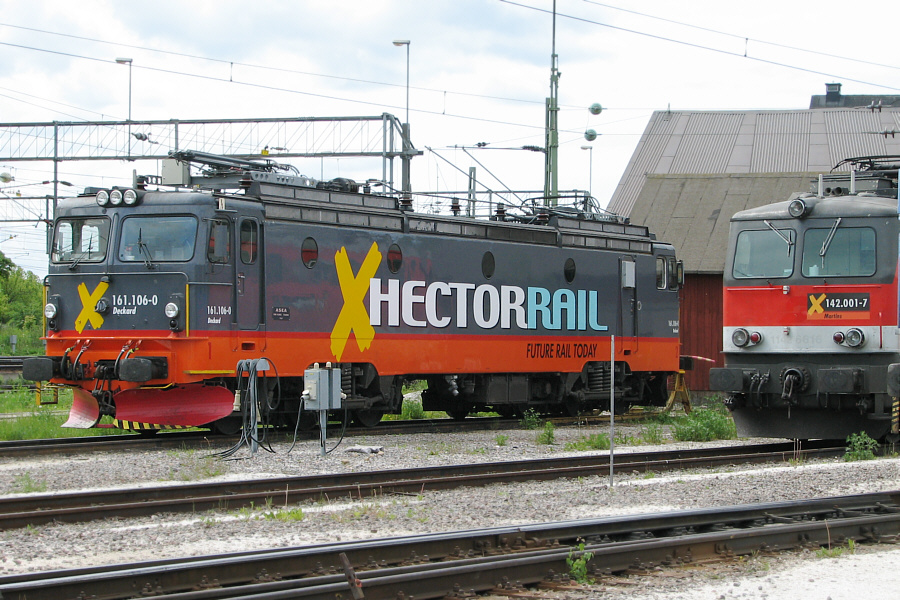
Hector Rail 161.106, daneben 142.001 noch in ÖBB-Farben

Im Dezember 2004 startete der erste Güterzug noch mit angemieteten Loks der schwedischen Reihe Rc. Das Unternehmen hatte zu diesem Zeitpunkt bereits alle sechs ehemaligen norwegischen Erzbahnloks der Reihe El 15 gekauft. Es dauerte bis zum Sommer 2005, bis alle Loks in der nordschwedischen Hauptwerkstatt Notviken aufgearbeitet und an Hector Rail ausgeliefert waren. Sie bekamen dort die Baureihenbezeichnung 161 (161.101–106).
Die Lokomotiven sind in Schweden und Norwegen im Einsatz. 161.101 und 103 sind abgestellt, 161.102 wurde 2016 verschrottet.
2020 wurden die fünf verbliebenen Lokomotiven an die norwegische Grenland Rail verkauft.

### HCTOR 162

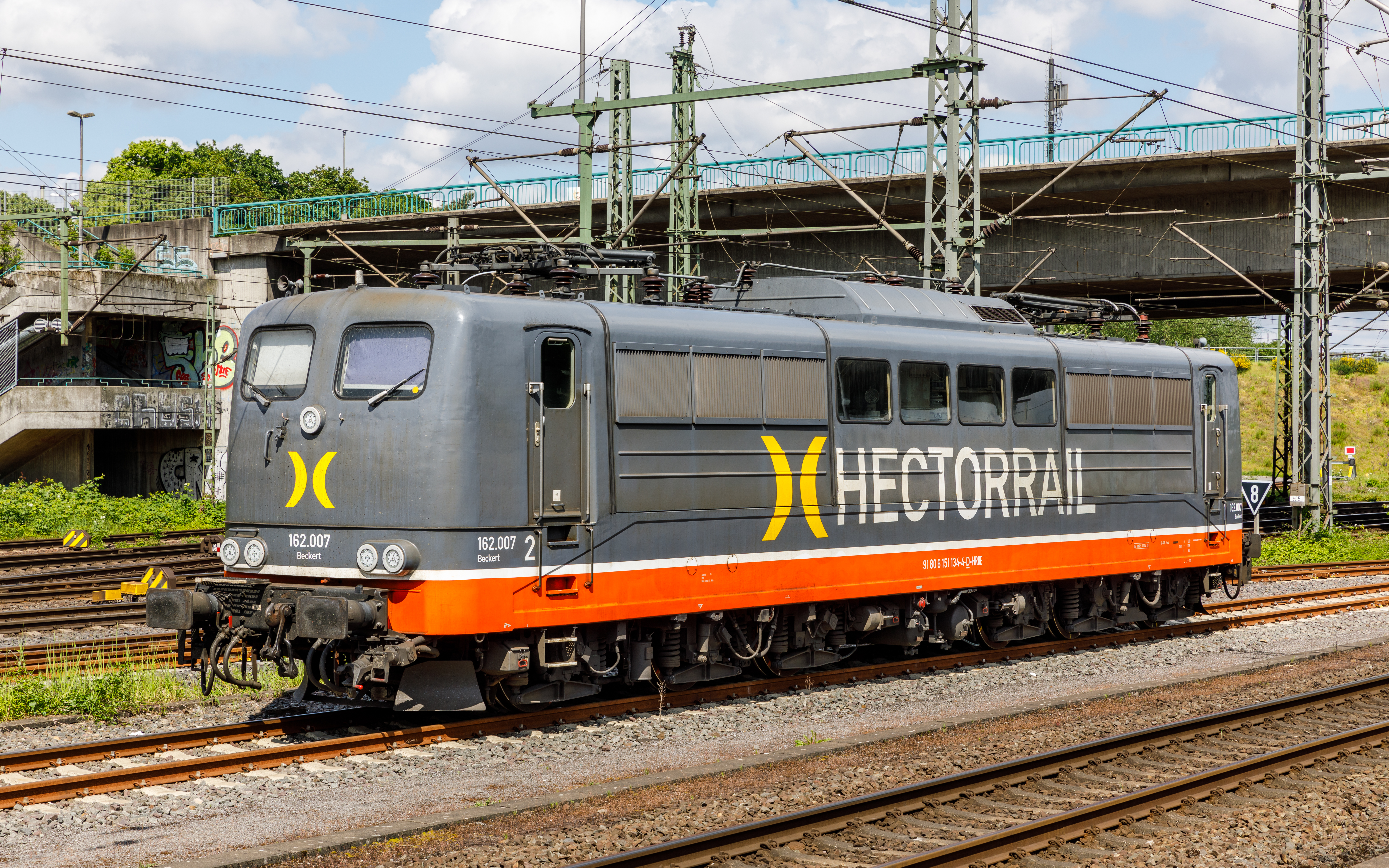
Hector Rail 162.007 „Beckert“

Mit DB Schenker Rail (inzwischen DB Cargo) wurde im Januar 2016 ein Vertrag über den Verkauf von 15 Lokomotiven der DB-Baureihe 151 an die Gesellschaft geschlossen. Zehn Lokomotiven, die ehemaligen 151 013, 070, 027, 057, 133, 066, 134, 003, 128 und 063 setzt Hector Rail im Plandienst als 162.001–010 ein. Die anderen fünf sind zur Ersatzteilversorgung bestimmt. Die Übergabe der Lokomotiven erfolgte 2016 und 2017. Seit 2024 mustert Hectorrail die Baureihe aus. 151 013 (162.001) und 027 (162.003) wurden im Dezember 2024 beim Bender (Opladen) verschrottet. Für die noch im gute Zustand befindliche 151 070 (162.002) wurde ein noch unbekannter Käufer gefunden. 151 133 (162 005) wurde nach einem schweren Defekt abgestellt. Bis 2026 sollen alle Loks ausgemustert werden.

### HCTOR 241
Anfang 2007 unterzeichnete Hector Rail einen Vertrag mit Bombardier über den Bau von zehn Elloks vom Typ TRAXX F140 AC für den Verkehr Schweden–Kontinent über Dänemark. Es sind Zweisystemloks, die in Dänemark, Deutschland, Schweden und Norwegen eingesetzt werden können. Sie entsprechen im Wesentlichen der deutschen Baureihe 185, bekamen bei Hector die Baureihenbezeichnung 241 und wurden bis 2009 geliefert. Die erste Lok ist Anfang August 2007 fertiggestellt worden und war die erste schwedische E-Lok, die in Dänemark im Rahmen ihrer Zulassungsfahrten mit eigener Kraft gefahren ist. 2011 wurden zwei weitere Lokomotiven geliefert, so dass zwölf Lokomotiven (241.001–012) im Einsatz sind.

### HCTOR 242

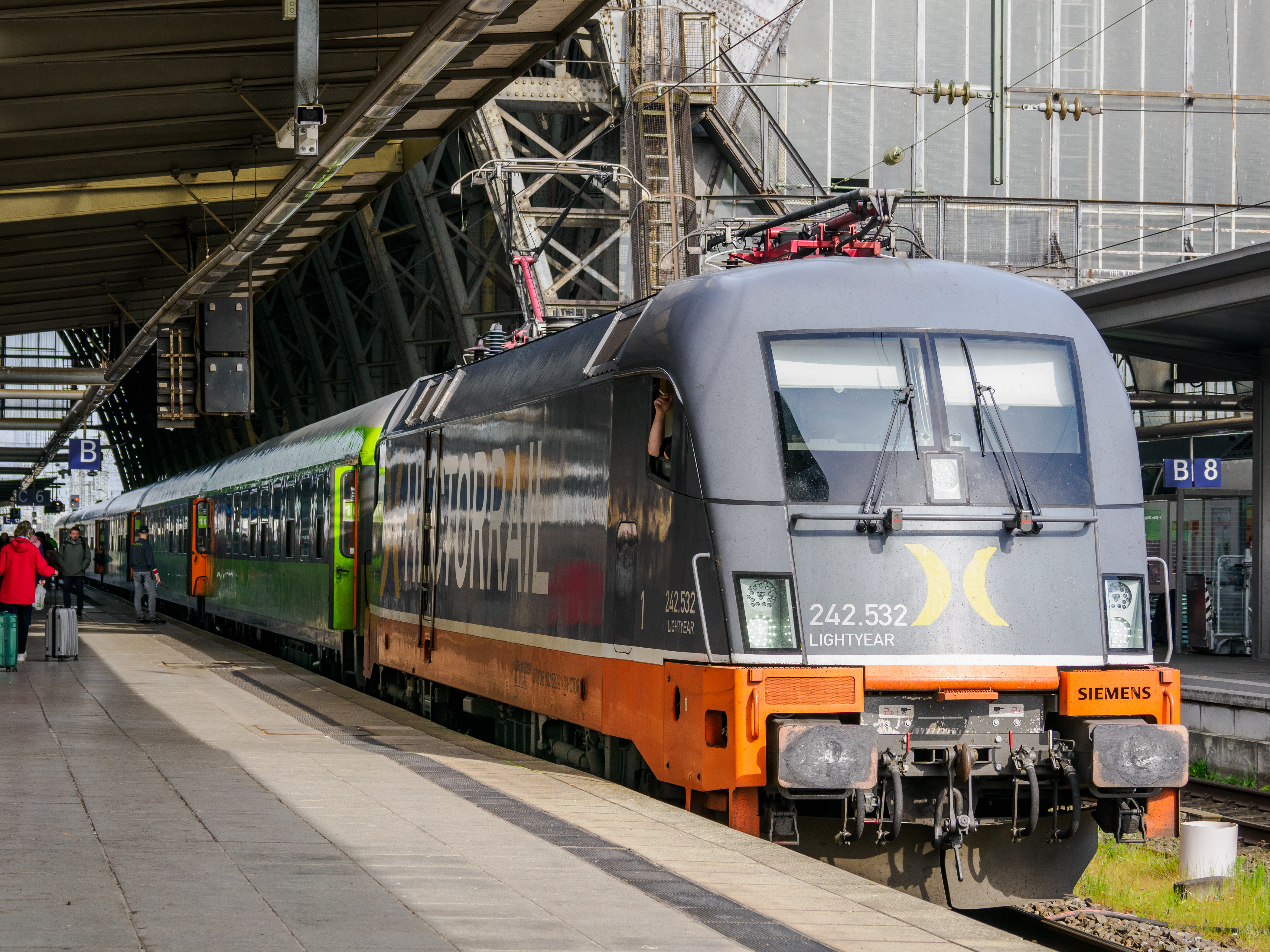
Hector Rail 242.532 mit Flixtrain in Bremen Hbf

Ferner sind sieben Lokomotiven der Baureihe Siemens ES64U2 im Bestand der Gesellschaft, die die Betriebsnummern 242.502–504, 516, 517, 531 und 532 tragen. Diese wurden zwischen 2010 und 2013 von Mitsui Rail Capital Europe, der ehemaligen MRCE Dispolok übernommen.

### HCTOR 243
2016 bestellte Hector Rail fünf neue Vectron-Lokomotiven bei Siemens mit einer Option auf weitere 15. Im März 2017 wurde die Option der 15 weiteren Vectron-Lokomotiven eingelöst. Nach der ersten Lokomotive, der 243.001, die 2016 geliefert wurde, folgen 2017 die 243.002 und die 243.103–116 und 2018 die 243.117–120. Die Lokomotiven werden in Schweden und Norwegen eingesetzt.

### HCTOR 441
Im März 2006 wurden zwei der ursprünglich für SBB Cargo bestimmten Loks der Schweizer Baureihe 474, Typ ES 64 F4, übernommen und als Reihe 441 (441.001–002) bezeichnet. Dieser Loktyp ist in Deutschland als Baureihe 189 bekannt. Hector Rail besaß damit als erstes Unternehmen in Schweden moderne E-Loks.

### HCTOR 841
Weitere sechs von Nydqvist och Holm gebaute Lokomotiven, ehemals Fahrzeuge der Baureihe SJ T43, waren unter der Baureihenbezeichnung 841 (841.001 bis 006) im Bestand der Gesellschaft. 841.001 ( SJ T43 216) kam 2009 direkt von SJ. 841.002–006 wurden im gleichen Jahr von Svensk Tågteknik AB übernommen (SST 228, 223, 225, 212 und 219). 841.001 ist nicht mehr im Dienst, sie wurde 2009 in Falköping abgestellt. 841.006 wurde als Ersatzteilspender bestimmt und stand 2011 in Vetlanda und 2012 in Hallsberg.
841.002–004 sind mit Funkfernsteuerung ausgerüstet.

### HCTOR 861
861.001–005 sind Lokomotiven der ehemals nach Norwegen gelieferten Baureihe NSB Di 6, die von verschiedenen Gesellschaften gekauft wurden und für den Einsatz in Deutschland bestimmt sind.

### HCTOR 921
Zudem besitzt das Unternehmen acht Rangierloks, die von Kalmar Verkstad AB als Baureihe SJ Z70 für Statens Järnvägar gebaut wurden. Zwei von ihnen wurden von Green Cargo (GC 747 und 743) übernommen und alle unter der Baureihe 921 (921.001–008) im Baureihenschema einsortiert.

### HCTOR 931
Im März 2021 erhielt Hector Rail fünf fabrikneue Lokomotiven der Baureihe Vossloh G 6 als künftige Baureihe Hector Rail 931 für den Einsatz in Schweden. Die Lokomotiven werden von Beacon Rail geleast und sollen die 60 Jahre alte Baureihe Hector Rail 841 in Holmsund, Luleå und Gällivare ablösen.

### HCTOR 941
Des Weiteren wurde 2006 eine dieselhydraulische Lokomotive des Typs MaK G2000-5 BB von Vossloh gekauft. Sie bekam die Baureihenbezeichnung 941 (941.001, Morricone). Eine zweite Lok dieses Typs (941.102, Leone) kam im Februar 2008 dazu.

## Einsatzgebiete
Seit 2008 fährt Hector Rail mit seiner Reihe 241 durchgehende Güterzüge von Krefeld ins schwedische Norrköping mit fünf Zugpaaren wöchentlich. 
Am 14. Dezember 2016 begann Hector Rail für Locomore und später mit Leo Express, dem heutigen Flixtrain, mit dem Zugbetrieb zwischen Berlin und Stuttgart mit Elektrolokomotiven des Typs Siemens ES64U2.

## Marktanteile
2007 wurden 2,4 Millionen Zugkilometer gefahren.
Der Marktanteil von Hector Rail am norwegischen SGV betrug 2011 etwa 6 %, es war damit das fünftgrößte norwegische SGV-Unternehmen. In Schweden ist Hector Rail mit einem Marktanteil von 7 % das größte rein private im Güterverkehr tätige EVU. Vor Hector Rail liegen die Green-Cargo-Gruppe und LKAB Malmtrafik (Transportgesellschaft der staatlichen Bergbaugesellschaft LKAB). In Dänemark strebt Hector Rail langfristig einen Marktanteil von 25 % an.